# Lew-smok
Lew-smok – mityczne stworzenie z przednią częścią ciała przedstawiającą lwa, zaś tylnymi łapami, ogonem i skrzydłami ptaka, występujące w ikonografii mezopotamskiej od okresu akadyjskiego aż do nowobabilońskiego, w tym również na reliefach asyryjskich ze świątyni Ninurty w Kalchu. Ponieważ stworzenie to ma często cechy jednoznacznie męskie, można odrzucić proponowaną identyfikację z demonicą Lamasztu i boginią Tiamat. Możliwe, że potwór ten to Asakku lub Anzu. Nieco odmienny lew-smok, z rogami i z ogonem skorpiona, występuje w sztuce nowoasyryjskiej. Na reliefach skalnych w Maltai, prawdopodobnie króla Sennacheryba, na takim stworzeniu stoi trzech różnych bogów.